# Funar
Funar ist ein osttimoresischer Suco im Verwaltungsamt Laclubar (Gemeinde Manatuto).

## Geographie
Vor der Gebietsreform 2015 hatte Funar eine Fläche von 91,55 km². Nun sind es 89,73 km². Der Suco liegt im Nordwesten des Verwaltungsamts Laclubar. Südlich befindet sich der Suco Fatumaquerec, südöstlich der Suco Manelima und östlich die Sucos Orlalan und Batara. Im Norden von Funar liegt das Verwaltungsamt Laclo mit seinem Suco Uma Naruc und im Westen die zur Gemeinde Aileu gehörenden Verwaltungsämter Remexio mit dem Suco Faturasa und Lequidoe mit dem Suco Faturilau. Der Nördliche Lacló fließt entlang der Grenze Funars im Nordwesten. Zu seinem System gehören die meisten Flüsse, die in Funar entspringen: Der Hatobutaban, der Grenzfluss im Westen, der Aimaleum, der Mahonay und der Lago Coi, der Grenzfluss im Osten. Die Südgrenze entlang fließt der Buarahum, ein Quellfluss des Sáhen.
Im Süden liegt das Dorf Sassahi. Neben den öffentlichen Einrichtungen in Laclubar gibt es noch eine Grundschule in Sassahi. Ein größerer Ort westlich von Laclubar verfügt über eine Grundschule (Escola Primaria Funar), einen Hubschrauberlandeplatz und eine medizinische Station. Auf einem Berg im Zentrum des Sucos, der nach dem alten Glauben heilig (lulik) ist, errichteten Missionare einen kleinen christlichen Schrein der Jungfrau Maria.
Im Suco befinden sich die vier Aldeias Bamatac, Fahi Lihun, Lawado und Maucucurian. Die Siedlungen Lawado und Bamatac bei der Verwaltungsamtshauptstadt Laclubar befinden sich seit der Gebietsreform von 2015 im Suco Orlalan.

## Einwohner
Im Suco leben 1.405 Einwohner (2022), davon sind 736 Männer und 669 Frauen. Im Suco gibt es 210 Haushalte. Fast 95 % der Einwohner geben Idaté als ihre Muttersprache an. 2,5 % sprechen Tetum Prasa und eine Minderheit Adabe.

## Geschichte
Im Krieg von Laleia hatte das Reich von Funar den Aufstand gegen Portugal unterstützt. Der Herrscher musste nach dem Ende der Revolte sein Amt räumen. Neue Königin (portugiesisch Reinha) wurde Magdalena Soares aus der Herrscherfamilie. Sie musste aber Gregorio Soares aus der Herrscherfamilie von Manatuto heiraten, der dann als Regent die tatsächliche Macht im Reich innehatte.
1905 wurde Funar von den Portugiesen überfallen. Das Kleinreich besaß eine große Büffelherde. Als man sich weigerte, diese zu verkaufen, beschwerte sich der verschmähte Käufer Manuel das Neves bei Gouverneur José Celestino da Silva und dieser schickte eine Strafexpedition gegen die vermeintlichen Rebellen. 800 timoresische Krieger in portugiesischem Dienst kämpften 26 Tage lang, Funar wurde geplündert und verwüstet. Die Überlebenden wurden nach Manatuto verschleppt. Das Territorium Funars wurde auf die benachbarten Reiche aufgeteilt.
Herrscher von Funar
- Dona Esperanca dos Santos Pinto (1815)
- Dona Magdalena Soares (1881)
- Dom Gregorio Soares (1881) (Ehemann, aus der Herrscherfamilie von Manatuto)
- Dom João da Cruz (1905)
- Dato Jeremias Hahik Wain
- Dom José de Espírito Santo
- Aníbal do Espírito Santo (1952)

Während des Bürgerkrieges in Osttimor 1975 wurden alle Reliquienhäuser (Uma Lulik) niedergebrannt. Nach der Besetzung des Landes durch die Indonesier wurden die Einwohner Funars zwangsumgesiedelt. Erst in den 1990er-Jahren konnten sie  in ihre alte Heimat zurückkehren. Vor allem der Glaube an das Lulik des Landes war ein Grund für ihre Rückkehr. Gemäß dem alten Glauben könnten die Bewohner Funars nur im Land ihrer Ahnen glücklich werden.

## Wirtschaft
In der Region Kekur, die zum Suco gehört und etwa zehn Kilometer vom Ort Funar entfernt ist, wird noch nach traditioneller Weise Honig gesammelt (siehe Honigernte auf Timor).

## Politik
Bei den Wahlen von 2004/2005 wurde João da Cruz zum Chefe de Suco gewählt. Bei den Wahlen 2009 gewann Francisco Soares und 2016 Olinda Fereira.